# Стрептомицети
Стрептомицетите (Streptomyces) са род аеробни бактерии.

## Описание
Клетъчните им стени съдържат L-диаминопимелинова киселина и лизин. Имат тънки несептирани хифи с диаметър от 0,5 до 2 mm. Представителите на този род са известни с това, че произвеждат антимикробни вещества и са използвани в промишлеността за производството на над 500 антибиотика.
Срещат се в почвата.